# 石川智広
石川 智広（いしかわ ともひろ、1960年7月2日 - ）は、日本の武術家。

## 略歴
東京都世田谷区出身。現在も専業の武道家であり、武道経営で家族を養った。大東流合気柔術（山本角義派）、無限神刀流居合術（真剣術、真剣刀法）、会津藩伝小野派一刀流の三流派学び教授代理の資格を長尾全祐に印可される。現在大東流合気柔術総主は現在、平岡祥淑であり、大東流山本角義派千葉支部での指導を行っている。斎号は一刀斎
また、千葉・東京・茨城・カナダに全22か所道場を構える（一社）氣と丹田の合気道会 楽心館の主宰者である。
楽心館は合気会/養神館/心身統一合気道会などの合気道団体に加盟せず、剣術や古流柔術の型を用いながら合氣的な技法の修錬を行っている。形だけの稽古にならないよう、門人は師範代とも組みながら、互いにしっかり抑え込まれたところから稽古を行う、合気道の稽古中に剣術を必ず行うなど、珍しい形での稽古を行うのが会の特徴である。

## 大東流（山本角義派）/合氣道の指導者に至るまで
２５歳（1986年）から３０歳(1991年）まで藤平光一（心身統一合氣道創始者）の内弟子として、藤平光一・丸山維敏（合氣道・唯心会）の指導を受けた。３０歳から内弟子卒業生として、心身統一合氣道の道場長を務めた。楽心館という名称は、この頃から使用しており、平成５年５月５日を楽心館の創立記念日としている。３５歳(1995年）で心身統一合氣道会を辞職、どこにも加盟せず「楽心館」としての活動を開始する。その後、古流を通じた、その流派の術と考え方を研究し、佐藤金兵衛先生(大東流山本角義派教授代理、浅山一伝流大東流起源説を唱えた方）が創立、会長をつとめた国際柔術連盟に学ぶ。のちに種村匠刀が会長になり、指導を受けた。1999年、佐藤先生逝去に合わせて退会、その後、北海道苫小牧市の長尾全祐に師事し、継承者の平岡祥淑代表の大東流山本角義派で指導を行い現在に至る。

## 武道歴
- 講道館柔道3段
- 心身統一合氣道4段
- 氣と丹田の合氣道会楽心館　主宰
- 会津藩伝継小野派一刀流剣術　教授代理　（平岡祥淑　門下）
- 大東流合氣柔術山本角義派　教授代理　（平岡祥淑　門下）
- 無限神刀流居合術　教授代理　（平岡祥淑　門下）
- 浅山一傳流 指南 浅山理法流武術　（宮本隆正　門下）
- 浅山一伝流・小野派一刀流剣術中西派五行之型・直心影流法定型を研究

## 合氣についての考え
「剣術・居合術・柔術・棒術に通底する真理」を求める道程で、合氣道⇒大東流山本角義派⇒浅山一伝流と、合氣の淵源を遡って稽古し「剣柔一体」を重んじ、合気道の稽古の際に剣術を実施し体術との理合い共通点を説明する。
合氣について説明する際には、指導者や技法のカリスマ性・神秘性を排しており。基本は中学生でも理解できる物理の話―振り子運動・定滑車運動・第二梃子の理―を使い、正中線・丹田力・氣力を解説している。白帯に対しても組み、実際に手を取り稽古をするスタイルである
武術的な自然体は、日本刀の様に剛柔二重構造であるとし、伝統的な型稽古を重視している。楽心館の稽古では、守「鋳型的基本稽古」・破「剣体一致の身体主導稽古」・離「氣剣体一致の心氣主導の稽古」と段階的にレベルアップすることであり、それらに反する演武競技や試合稽古は一切行ってない。合氣的な技法の修錬では、剣術あり古流柔術の型を前提としているため、既存の合氣道愛好家からは型破りとされており、理解されない層もある程度いる

## 著作
- 動画で正しくわかる!小学生の合気道上達のポイント (ISBN 9784780427554)

## 関連人物
- 山本角義
- 長尾全祐
- 佐藤金兵衛
- 平岡祥淑
- 藤平光一